# Bullock Hearts
Bullock Hearts är ett rockband från Jönköping/Stockholm, Sverige. Det startade 2013, och har sedan dess släppt tre singlar som alla kommit högt på svenska iTunes-listan, varav första singeln "The Moment" låg topp 40 på svenska Digilistan. Låten släpptes även som video på YouTube. Bullock Hearts vann länsfinalen i Sveriges Radios tävling Svensktoppen nästa i Jönköping 2014 med låten "Bells & Whistles". Samma låt har även varit den nästmest spelade låten på Finlands största radiokanal, Radio Suomi. Bullock Hearts bestod till en början av gifta paret Lina och Johannes Häger, samt bröderna Simon Hammarbacken och Martin Jonsson. Brödraparet lämnade bandet 2015 och ersattes av Jonatan Lindh och Mikael Olausson.

## Medlemmar
Nuvarande medlemmar
- Johannes Häger – sång, gitarr (2013–idag)
- Lina Häger – sång, klaviatur (2013–idag)
- Jonatan Lindh – trummor, kör (2015–idag)
- Mikael Olausson – basgitarr, kör (2015–idag)

Tidigare medlemmar
- Simon Hammarbacken – trummor, kör (2013–2015)
- Martin Jonsson – basgitarr, kör (2013–2015)

## Diskografi
Singlar
- "The Moment" (Loud Noise Music 33, 2013)
- "All Ramboed Up" (Loud Noise Music 33, 2013)
- "Bells & Whistles" (Loud Noise Music 33, 2014)[7]